# Little Big
Little Big je ruská rave hudební skupina založená v roce 2013 v Petrohradě. Jejími aktuálními členy jsou Ilja Prusikin a Sofja Tajurskaja.
Skupinu založili Ilja Prusikin, Sergej Makarov, Olimpija Ivleva a Anna Kast. Svůj první singl „Every Day I'm Drinking“ vydali 1. dubna 2013, v červenci skupina Little Big poprvé vystoupila jako předskokan jihoafrické skupiny Die Antwoord. V březnu 2014 vydali své debutové album With Russia From Love, záhy ale skupinu opustila Anna Kast, jelikož své členství nedokázala zkombinovat s prací učitelky, na videa, kterých byla součástí, si stěžovali i někteří rodiče žáků. V roce 2015 vydali Little Big desku Funeral Rave. V roce 2016 zvítězila skupina ve výběru Berlin Music Video Awards hned ve dvou kategoriích s písněmi „Big Dick“ a „Give Me Your Money“, na níž se podílel také extravagantní estonský rapper Tommy Cash. V roce 2018 skupinu opustila Olimpija Ivleva, která po pěti letech cítila kreativní vyhoření. V roce 2021 zemřela Anna Kast.
Skupina proslula svými satirickými vizuály, odkazujícími především na ruské národní stereotypy a popularizujícími ruskou folklórní hudbu a ruskou kulturu. Mimo klipů věnujících se národnostním stereotypům také skupina vytváří videa parodická a psychedelická, autorem veškeré videotvorby je Alina Pasok. Frontman skupiny prohlásil, že do klipů skupina nikterak neinvestuje.
V roce 2020 měla skupina zastupovat Rusko na 65. ročníku soutěže Eurovision Song Contest 2020 v Rotterdamu, soutěž se ale nakonec nekonala. Den po zveřejnění na oficiálním YouTube kanálu soutěže zaznamenal klip „Uno“ více než třicet devět milionů zhlédnutí, což je více než kterákoli jiná soutěžní píseň.
24. června 2022 skupina vydala píseň „Generation Cancellation“, která kritizuje ruskou invazi na Ukrajinu. Prusikin a Tajurskaja také opustili Rusko a přestěhovali se do USA. Skupinu opustil Sergej Makarov alias Gokk a Anton Lissov.

## Videoklipy
| №  | Rok  | Název                                              | Počet zhlédnutí/ poslechů | Počet zhlédnutí/ poslechů |
| №  | Rok  | Název                                              | YouTube                   | Spotify                   |
| -- | ---- | -------------------------------------------------- | ------------------------- | ------------------------- |
| 1  | 2013 | „Everyday I’m Drinking“ na YouTube                 | 27                        | 1,3                       |
| 2  | 2013 | „We Will Push the Button“ na YouTube               | 9                         | 0,4                       |
| 3  | 2013 | „Life In Da Trash“ na YouTube                      | 25                        | 1,3                       |
| 4  | 2013 | „Russian Hooligans“ na YouTube                     | 10                        | 0,6                       |
| 5  | 2014 | „With Russia From Love“ na YouTube                 | 29                        | 0,7                       |
| 6  | 2014 | „Public Enemy“ na YouTube                          | 18                        | 0,8                       |
| 7  | 2014 | „Dead Unicorn“ na YouTube                          | 9                         | 1,7                       |
| 8  | 2015 | „Kind Inside, Hard Outside“ na YouTube             | 8                         | 0,6                       |
| 9  | 2015 | „Give Me Your Money“ (feat. Tommy Cash) na YouTube | 72                        | 4,7                       |
| 10 | 2016 | „Big Dick“ na YouTube                              | 80                        | 6,6                       |
| 11 | 2016 | „Hateful Love“ na YouTube                          | 57                        | 2,5                       |
| 12 | 2016 | „Polyushko Polye“ na YouTube                       | 21                        | 1                         |
| 13 | 2017 | „U Can Take“ (Tatarka feat. Little Big) na YouTube | 35                        | 0,9                       |
| 14 | 2017 | „Rave On“ na YouTube                               | 13                        | 0,8                       |
| 15 | 2017 | „LollyBomb“ na YouTube                             | 132                       | 3,7                       |
| 16 | 2018 | „Punks Not Dead“ na YouTube                        | 10                        | 0,2                       |
| 17 | 2018 | „Faradenza“ na YouTube                             | 322                       | 6,6                       |
| 18 | 2018 | „AK-47“ na YouTube                                 | 64                        | 0,4                       |
| 19 | 2018 | „Skibidi“ na YouTube                               | 550                       | 15,6                      |
| 20 | 2019 | „Skibidi“ (Romantic Edition) na YouTube            | 106                       | 1,7                       |
| 21 | 2019 | „I'm OK“ na YouTube                                | 180                       | 3,3                       |
| 22 | 2019 | „Rock-Paper-Scissors“ na YouTube                   | 74                        | 0,7                       |
| 23 | 2019 | „Go Bananas“ na YouTube                            | 206                       | 1,6                       |
| 24 | 2020 | „Uno“ na YouTube                                   | 216                       | bude oznámeno             |
| 25 | 2020 | „Hypnodancer“ na YouTube                           | 284                       | bude oznámeno             |
| 26 | 2020 | „Tacos“ na YouTube                                 | 147                       | bude oznámeno             |
| 27 | 2020 | „S*ck My D*ck 2020“ na YouTube                     | 18                        | bude oznámeno             |
| 28 | 2021 | „Sex Machine“ na YouTube                           | 35                        | bude oznámeno             |
| 29 | 2021 | „We are Little Big“ na YouTube                     | 5                         | bude oznámeno             |
| 30 | 2021 | „Everybody (Little Big are back)“ na YouTube       | 35                        | bude oznámeno             |
| 31 | 2021 | „Moustache“ na YouTube                             | 41                        | bude oznámeno             |
| 32 | 2021 | „Turn it up“ na YouTube                            | 36                        | bude oznámeno             |
| 33 | 2021 | „You're Not There“ na YouTube                      | 2                         | bude oznámeno             |
| 34 | 2022 | „Generation Cancellation“ na YouTube               | 11                        | bude oznámeno             |
| 35 | 2023 | „Pendejo“ na YouTube                               |                           |                           |
| 36 | 2023 | ,,It Happens" na YouTube                           |                           |                           |